# Symphonian
Symphonian war eine von 2008 bis 2011 aktive Gothic-Metal-Band.

## Geschichte
Symphonian wurde 2008 von dem Gitarristen und Keyboarder Dmitry Merva mit der Sängerin Lana Sokolova gegründet. Merva schrieb die Musik, Sokolova die Texte. Zu den Aufnahmen ihres 2009 veröffentlichten Demos spielte Andrey Porkhun Schlagzeug während Vjacheslav Kuz’ als Bassist und Sänger agierte. Nach drei Jahren „abwechselnder musikalischer und prägender Ereignisse“ erschien am 1. August 2011 das Debüt Incarnation of Reality über Endless Winter. Das Album wurde wenig besprochen, in unterschiedlichen Kritiken jedoch als besonders gelungenes Debüt im Genre gelobt. Weitere Veröffentlichungen blieben allerdings aus. Die Band gilt als aufgelöst.

## Stil
Symphonian spielen stereotypen Gothic Metal. Die Grundidee ihrer „Mid-Tempo-Songs“ mit „traurigen/depressiven Texten“ gleiche des Debüts von Theatre of Tragedy. Nach Theatre of Tragedy seien Gruppen wie Tristania und Draconian dieser Idee gefolgt und hätten eine Traditionslinie gefestigt in der Symphonian stehe: „Schwere Riffs, düster atmosphärisches Keyboard und Gesang in ‚Beauty and the Beast‘-Manier verleihen den Kompositionen […] Nuancen und Romantik.“

## Diskografie
- 2009: Demo (Demo, Selbstverlag)
- 2011: Incarnation of Reality (Album, Endless Winter)